# 巴甫洛赫拉德区
巴甫洛赫拉德区（烏克蘭語：Павлоградський район）又译为巴甫洛格勒區，是烏克蘭中部第聶伯羅彼得羅夫斯克州的一個區，行政中心設於巴甫洛赫拉德，面積为2,420.9平方公里，人口数量为169,509人（2021年估计）。

## 历史
2020年7月18日作为乌克兰行政区划改革的一部分，第聶伯羅彼得羅夫斯克州的区份数量减至7个，巴甫洛赫拉德区的面积显著增加。原尤爾伊夫卡區、泰爾尼夫卡市镇和州辖市巴甫洛赫拉德合并至巴甫洛赫拉德区。改革前巴甫洛赫拉德区的面积为1,450平方公里，2020年人口数量为26,723人。

## 行政區劃
巴甫洛赫拉德區下劃分為7個市鎮：
- 巴甫洛赫拉德市镇（市級，行政中心：巴甫洛赫拉德)
- 泰爾尼夫卡市鎮（烏克蘭語：Тернівська міська громада）（市級，行政中心：泰爾尼夫卡）
- 尤爾伊夫卡市鎮（烏克蘭語：Юр'ївська селищна громада）（鎮級，行政中心：尤爾伊夫卡）
- 波赫丹尼夫卡市鎮（烏克蘭語：Богданівська сільська громада）（村級，行政中心：波赫丹尼夫卡）
- 韋爾布基市鎮（烏克蘭語：Вербківська сільська громада）（村級，行政中心：韋爾布基）
- 梅日里奇市鎮（烏克蘭語：Межиріцька сільська громада (Дніпропетровська область)）（村級，行政中心：梅日里奇（烏克蘭語：Межиріч (Павлоградський район)））
- 特羅伊茨凱市鎮（烏克蘭語：Троїцька сільська громада）（村級，行政中心：特羅伊茨凱）